# Alchornea castaneifolia
Alchornea castaneifolia är en törelväxtart som först beskrevs av Alexander von Humboldt, Aimé Bonpland och Carl Ludwig von Willdenow, och fick sitt nu gällande namn av Adrien Henri Laurent de Jussieu. Alchornea castaneifolia ingår i släktet Alchornea och familjen törelväxter. Inga underarter finns listade i Catalogue of Life.